# 카이로 회담
카이로 회담(Cairo Conference)은 1943년 11월 22일부터 26일까지 이집트 수도 카이로에서 열린 정상회의로, 미국의 프랭클린 루스벨트 대통령과 대영제국의 윈스턴 처칠 총리, 중화민국의 장제스 주석 등 세 연합국 수뇌가 모여 회동하였다. 제2차 세계 대전에서 일본에 대한 연합국의 대응과 아시아의 전후(戰後) 처리 문제에 관해 협의하였으며, 회담 결과로서 카이로 선언이 발표된다.

## 배경

### 국제정세
태평양 전쟁이 발발한 후, 대영제국과 미국, 중화민국은 새로운 조약에 서명하여 중국에서의 치외법권을 공식적으로 포기, 중국의 주권을 수호하였다. 한편, 동아시아에서 영국의 영향력이 약화되고 있다는 사실이 드러나면서 중영(中英) 관계는 조화롭지 못했다.
미영 양국은 전후(戰後) 국제정세에 대한 전망에 있어 근본적으로 차이를 보였다. 윈스턴 처칠 영국 총리는 전후 세계가 미영 양국의 지배를 받기를 원하였던 반면, 프랭클린 루스벨트 미국 대통령은 유럽 식민주의자들이 식민지에 독립을 부여하고 우드로 윌슨의 '모든 국가에 대한 자결권'이라는 비전을 형성하는 신세계를 구상, 4대 경찰 국가를 자처하는 미국과 대영제국, 소련, 중화민국이 전후 세계를 잠재적 갈등으로부터 인도하고 보호하기를 원하였다. 1941년 진주만 공습 이후 일본 제국이 동남아시아를 장악하면서 버마는 유일하게 미중영 3개국의 군대가 일본군과 연합하여 싸울 수 있는 지역이 되었으나, 일본군에 대한 입장차로 인해 3국간에는 실질적인 동맹이 형성되지 않았다.
1942년 10월, 미영 장군들은 이미 영국군·인도군 사단과 함께 버마 탈환 전투에 참여하기로 예비 합의에 도달하였으나, 영측은 이후 이 결정을 번복하려 하였다. 결국 1943년 8월, 처칠과 루즈벨트는 캐나다 퀘벡 회담에서 영국군 야전 사령관 마운트배튼 경을 이 지역 연합군 최고 사령관으로 하는 새로운 합동사령부인 '동남아시아 사령부'를 창설키로 합의를 보았다. 마운트배튼 경은 영미 연합참모본부의 직속 지휘를 받으며, 중국을 통과하는 공수 경로를 최대한 빨리 구축하고 미얀마를 점령하여 윈난성에서 침공해 오는 중국군과 합류하는 것을 주요 임무로 삼았다.

### 회담의 구상
카이로 회담의 발상은 1943년 10월, 영·미·중·소 4개국 외무장관들이 참석한 모스크바 회담에서 나왔다. 미국은 이 회담이 4개 강대국 공동 행동의 중요성을 확인했다고 믿었고, 이 회담에서 당사국들은 지속적 협력 선언에 서명, 전후 국제기구의 공동 설립에 관한 선언문을 발표하였다. 코델 헐 미국 국무장관은 소련에 중국을 4대 강대국에 포함시키도록 로비 활동을 했으나, 소련은 이미 일본과 소일중립조약을 체결한 상태였기에 중국을 포함시키는 데 어려움을 겪었고, 이에 소련과 영국은 중국을 강대국으로 인정하지 않았다. 훗날 소·영은 1943년 11월 1일 모스크바 선언의 서명국으로 중화민국을 포함시키자는 미국의 제안을 수용한다.  4개 강대국의 선언은 승리할 때까지 끝까지 싸우겠다는 의도를 명시했으며, 특히 적과 별도의 평화 조약을 체결하지 않겠다는 의도를 언급하고, 모든 국가가 나치 독일의 무조건 항복과 전후 독일의 3국 점령, 그리고 전후 국제 평화와 안보를 위한 연합국 협력을 위해 싸울 것을 요구하였다.
미영소 3국은 1943년 11월 1일, 세 정상의 회동에 합의, 루즈벨트는 장제스에게 초청장을 전보로 보냈다. 하지만 스탈린은, 소련이 대일(對日) 선전포고를 하지 않았으며, 일본의 불가침 조약 때문에 일본의 분노를 피하기 위해 장제스와 회동할 준비가 되어 있지 않다고 말했다. 장제스 또한 소·일 중립조약과 소련의 중국 공산당 지원에 불만을 품고 스탈린과의 회동을 꺼렸다.

## 영향
이승만은 카이로 선언에서의 이 「적절한 시기」 문구에 대해 영미국의 친소적인 노선으로 인해 한국 임시정부를 바로 승인하여 즉각적인 독립이 이루어지지 못하고 결국 소련이 대일 전쟁에 참가하게 됨에 따라 38선으로 분단되었다고 비판하였다. 아래는 1945년 샌프란시스코 국제연합 창립총회에 이승만이 보낸 성명이다.
나는 조셉 스탈린이 실제 참석하지 않았더라도 카이로 회담에서 보이지 않는 그의 힘이 작용하고 있었던 일을 알고 있습니다. 태평양 방면에 대한 소련의 야망은 전면적인 고려를 받고 있습니다. 나는 또한 영국이 동양에 있어서의 권익과 현상유지를 위하여 최고의 노력을 하고 있음을 알고 있으며 1941년의 버마 로드(Burma Road) 폐쇄를 인도한 영국의 편의주의와 타협 정신이 극동 아시아에 관해서도 같은 가혹한 정책을 취하게 하는 것이나 아닌지 걱정되는 바입니다.
나는 미국 국무성의 문이 나의 임시정부 승인의 호소에 대하여 카이로 회담 이전과 같이 굳게 닫혀 있음을 알고 있습니다. 우리 나라가 유엔의 회원 국가가 되고 무기대여법이 적용될 가치가 있는 동맹 국가로서 인정받기 위하여 반복된 시도는 조금도 주목되지 않았습니다. 우리의 문제를 차후 결정에 맡기기 위하여 카이로 회담이 고의로 애매한 표현을 사용한 것과 이 애매한 표현의 주요 이유가 아시아에서 소련의 입장이 결정되지 않았던 때문인 것도 명백합니다.
나는 아시아에 관하여서는 물론 유럽에 대해서도 그 국제 관계를 오랫동안 연구하여 왔습니다. 나의 유럽 여행은 유럽에서 발생한 사건이 의미하는 바에 대한 이해를 강하게 하였습니다. 동남부 유럽에서 활동하고 있는 게릴라는 명백히 공산 계열과 비공산 계열로 나누어져 있습니다. 루즈벨트 대통령과 처칠 수상이 유럽 대륙에 대한 상륙 작전을 세울 때에 발칸 반도를 경유하지 않기로 합의한 것은 동 지역을 소련 세력에 맡기기로 합의한 것을 뚜렷이 나타내는 것입니다.
그리스를 원조하려는 영국의 필사적 노력은 이와같은 한정된 정책에 의한 것으로서 그리스 안에 친영 정부를 유지하고 지중해의 생명선을 확보하려는 영국의 다급한 필요성을 확실하게 의미하고 있습니다. 그러나 그 지역이나 그 외의 지역에 있어서 발생한 공산당 문제를 토의할 수는 없었으므로, 소련의 감정을 해치지 않기 위하여, 동남부 유럽 안전에 관한 정책을 세우는 것은 저해되었던 것입니다. 북유럽에 있어서 핀란드는 자기 나라의 독립을 유지하기 위하여 노력한 결과 독일과 협력하여 소련과 싸웠으므로 그 나라의 입장만을 불리하게 하였습니다. 그리고 폴란드에서는 소련의 동부 폴란드 점령이 공산주의 확대 계획을 유리하게 하였습니다.
유럽에서 서서히 전개되고 있던 사태가 중국에서는 훨씬 공공연히 또한 현저하게 나타났습니다. 연합국은 중국의 국민정부가, 정부에 대하여 공공연한 반감을 품으며 독립된 군대와 조직을 가지고 있는 공산주의자에 대하여 대립적 행동을 중지하고 타협하에 제휴할 것을 주장하였습니다. 루스벨트 대통령이 결정한 추축국의 무조건 항복 정책은 명백히 소련의 제국주의적 행동에 대한 연합국의 묵인 정책과 병행하고 있었던 것입니다.
전쟁이 종말에 가까와졌을 때, 나는 한국 임시정부의 승인만이 소련의 한국 약탈을 막을 수 있는 유일한 수단이라고 주장하였습니다. 한국 임시정부는 너무나 오랫동안 한국을 떠나 있었으므로 한국 민족을 대표할 수 없었습니다. 종전 후 우리가 신 정부를 수립하기 위하여 총선거를 실시할 수가 있을 때까지 기다리는 것이 좋다는 의견에 대하여 우리는 한국이 해방됨과 동시에 즉시로 연합국 감시 밑에서 총선거를 실시한다는 양해하에 가승인되는 것이라고 답하였습니다.
이와같은 견해는 국무성과의 회담이나 신문 기자와의 회견 석상에서 또한 방송이나 잡지를 통하여 그리고 나와 친우들에 의하여 반복되었습니다. 그러나 정부 고위 당국이 이 견해를 고려하고 있는 기색이 없자 나는 부득이 루즈벨트 대통령과 처칠 수상은 한국이 형식적으로 정부를 가진다해도 사실상에 있어서는 소련의 지배하에 둘 것이라고 결정했다는 결론에 도달할 수 밖에 없었습니다.

## 같이 보기
- 카이로 선언